# تظاهرات ۱۹ دی قم
تظاهرات ۱۹ دی قم که در تقویم رسمی جمهوری اسلامی ایران با عنوان قیام خونین مردم قم شناخته می‌شود، شامل چند روز تظاهرات اعتراضی نسبت به چاپ مقاله ایران و استعمار سرخ و سیاه در روزنامه اطلاعات است که نقطه اوج آن در روز ۱۹ دی ۱۳۵۶ بود. این تظاهرات را بسیاری سرآغاز اعتراضاتی می‌دانند که در بهمن سال ۱۳۵۷ به سرنگونی حکومت پهلوی و پایان نظام سلطنتی در ایران انجامید.